# Natação no Campeonato Europeu de Esportes Aquáticos de 2022 - 4x100 m medley feminino
A prova do revezamento 4x100 metros nado medley feminino da natação no Campeonato Europeu de Esportes Aquáticos de 2022 ocorreu no dia 17 de agosto no Foro Italico, em Roma na Itália. 

## Calendário
| Fase          | Data         | Hora  |
| ------------- | ------------ | ----- |
| Eliminatórias | 17 de agosto | 09:57 |
| Final         | 17 de agosto | 19:16 |

Todos os horários estão no horário local (UTC+1)

## Recordes
Antes desta competição, os recordes eram os seguintes:
|                       | Nacionalidade  | Tempo   | Local     | Data                |
| --------------------- | -------------- | ------- | --------- | ------------------- |
| Recorde mundial       | Estados Unidos | 3:50.40 | Gwangju   | 28 de julho de 2019 |
| Recorde europeu       | Rússia         | 3:53.38 | Budapeste | 30 de julho de 2017 |
| Recorde do campeonato | Reino Unido    | 3:54.01 | Budapeste | 23 de maio de 2021  |

## Medalhistas
| Ouro                                                                      | Prata | Bronze |
| Suécia · Hanna Rosvall · Sophie Hansson · Louise Hansson · Sarah Sjöström | França · Pauline Mahieu · Charlotte Bonnet · Marie Wattel · Béryl Gastaldello · Emma Terebo* · Adèle Blanchetière* | Países Baixos · Kira Toussaint · Tes Schouten · Maaike de Waard · Marrit Steenbergen · Tessa Giele* · Valerie van Roon* |

*Atletas que competiram apenas nas eliminatórias e receberam medalhas

## Resultados

### Eliminatórias
Esses foram os resultados das eliminatórias. 
| Pos. | Bateria | Raia | Nacionalidade | Nadadoras | Tempo   | Notas |
| ---- | ------- | ---- | ------------- | --- | ------- | ----- |
| 1    | 1       | 5    | Suécia        | Hanna Rosvall (1:01.10) Sophie Hansson (1:07.11) Louise Hansson (56.97) Sarah Sjöström (54.01)                      | 3:59.19 | Q     |
| 2    | 1       | 4    | Itália        | Silvia Scalia (1:00.67) Lisa Angiolini (1:06.75) Elena Di Liddo (57.83) Chiara Tarantino (55.33)                    | 4:00.58 | Q     |
| 3    | 2       | 6    | Países Baixos | Kira Toussaint (1:00.73) Tes Schouten (1:07.21) Tessa Giele (59.06) Valerie van Roon (54.59)                        | 4:01.59 | Q     |
| 4    | 2       | 4    | Reino Unido   | Medi Harris (1:00.68) Kara Hanlon (1:08.19) Holly Hibbott (1:00.80) Anna Hopkin (53.54)                             | 4:03.21 | Q     |
| 5    | 1       | 2    | França        | Emma Terebo (1:00.97) Adèle Blanchetière (1:09.66) Marie Wattel (59.33) Béryl Gastaldello (53.63)                   | 4:03.59 | Q     |
| 6    | 2       | 3    | Polónia       | Laura Bernat (1:01.88) Dominika Sztandera (1:08.94) Julia Maik (59.13) Anna Dowgiert (54.91)                        | 4:04.86 | Q     |
| 7    | 1       | 6    | Suíça         | Nina Kost (1:02.40) Lisa Mamié (1:08.40) Julia Ullmann (59.79) Maria Ugolkova (54.69)                               | 4:05.28 | Q     |
| 8    | 2       | 7    | Alemanha      | Johanna Roas (1:02.08) Bente Fischer (1:09.63) Angelina Köhler (58.23) Nele Schulze (55.47)                         | 4:05.41 | Q     |
| 9    | 1       | 7    | Espanha       | Carmen Weiler (1:02.15) Jessica Vall (1:07.90) Carla Hurtado (1:01.06) Lidón Muñoz (54.67)                          | 4:05.78 |       |
| 10   | 2       | 2    | Dinamarca     | Karoline Sørensen (1:03.13) Thea Blomsterberg (1:07.98) Elisabeth Sabro Ebbesen (1:00.99) Julie Kepp Jensen (54.68) | 4:06.78 |       |
| 14   | 1       | 3    | Áustria       | | DNS     | DNS   |
| 14   | 2       | 5    | Hungria       | | DNS     | DNS   |

### Final
Esse foi o resultado da final. 
| Pos.              | Raia | Nacionalidade | Nadadoras                                                                                              | Tempo   | Notas            |
| ----------------- | ---- | ------------- | --- | ------- | ---------------- |
| Medalha de ouro   | 4    | Suécia        | Hanna Rosvall (1:00.66) Sophie Hansson (1:06.26) Louise Hansson (56.29) Sarah Sjöström (52.04)         | 3:55.25 |                  |
| Medalha de prata  | 2    | França        | Pauline Mahieu (1:00.17) Charlotte Bonnet (1:06.49) Marie Wattel (56.09) Béryl Gastaldello (53.61)     | 3:56.36 | Recorde nacional |
| Medalha de bronze | 3    | Países Baixos | Kira Toussaint (1:00.29) Tes Schouten (1:06.75) Maaike de Waard (57.74) Marrit Steenbergen (52.23)     | 3:57.01 | Recorde nacional |
| 4                 | 5    | Itália        | Margherita Panziera (59.78) Benedetta Pilato (1:05.65) Ilaria Bianchi (58.37) Silvia Di Pietro (53.43) | 3:57.23 |                  |
| 5                 | 6    | Grã-Bretanha  | Medi Harris (1:00.09) Kara Hanlon (1:07.49) Keanna MacInnes (58.62) Freya Anderson (53.85)             | 4:00.05 |                  |
| 6                 | 7    | Polónia       | Paulina Peda (1:01.09) Dominika Sztandera (1:08.47) Julia Maik (58.73) Aleksandra Polańska (54.24)     | 4:02.53 | Recorde nacional |
| 7                 | 1    | Suíça         | Nina Kost (1:02.53) Lisa Mamié (1:07.05) Julia Ullmann (59.69) Maria Ugolkova (54.67)                  | 4:03.94 |                  |
| 8                 | 8    | Alemanha      | Johanna Roas (1:02.11) Bente Fischer (1:09.59) Angelina Köhler (58.61 ) Nele Schulze (55.29)           | 4:05.60 |                  |

Legenda
| Recorde mundial       | Recorde mundial (World record)               |                       | Recorde africano                      | Recorde africano (African) |                                           | Q | Classificado por posição (Qualified) |
| Recorde do campeonato | Recorde do campeonato (Championship record)  | Recorde da América    | Recorde da América (Americas)         | q                          | Classificado por melhor tempo (Qualified) |   |                                      |
| Melhor marca do ano   | Melhor marca do ano (World leading)          | Recorde asiático      | Recorde asiático (Asian)              | DNS                        | Não largou (Did not start)                |   |                                      |
| Recorde nacional      | Recorde nacional (National record)           | Recorde europeu       | Recorde europeu (European)            | DNF                        | Não terminou (Did not finish)             |   |                                      |
| Recorde pessoal       | Recorde pessoal do atleta (Personal best)    | Recorde da Oceania    | Recorde da Oceania (Oceania)          | DSQ / DQ                   | Desclassificado (Disqualified)            |   |                                      |
| Recorde da temporada  | Recorde da temporada do atleta (Season best) | Recorde sul-americano | Recorde sul-americano (South America) | NM                         | Sem marca (No mark)                       |   |                                      |